# Rude Boy
Rude Boy este cel de-al treilea disc single extras de pe albumul Rated R, al cântăreței de origine barbadiană Rihanna. Fiind lansată în S.U.A. pe 9 februarie 2010, piesa a obținut succes în clasamente, ajutând albumul Rated R să rămână în clasamentele de specialitate pentru mai multe săptămâni consecutive.